# 東武城県
東武城県（とうぶじょうけん）は、中国にかつて存在した県。現在の河北省衡水市故城県南部に位置した。

## 歴史
漢の紀元前203年に設置された。既に武城県が左馮翊にあったことから、区別のために頭に「東」の字をつけた。清河郡に属し、治所は衛運河以西（現在の河北省衡水市故城県南部）にあった。晋の太康年間に「東」の字が取り払われて、以降は単に「武城県」となった。北斉の天保7年（556年）、治所が現在の河北省邢台市清河県北西部に移されたが、隋の開皇6年（586年）に治所が元の場所に戻され、宋の大観年間まで続いた。

## 参考資料
- 梶山智史「<<論説>北朝における東清河崔氏 : 崔鴻『十六国春秋』編纂の背景に関する一考察」『史林』第96巻第6号、史学研究会、2013年11月30日、815-848頁、doi:10.14989/shirin_96_815。

| サブスタブ | この項目は、まだ閲覧者の調べものの参照としては役立たない、書きかけの項目です。この項目を加筆・訂正などしてくださる協力者を求めています。このテンプレートは分野別のサブスタブテンプレートやスタブテンプレート（Wikipedia:分野別のスタブテンプレート参照）に変更することが望まれています。 |